# Rajd Tulipanów 1955

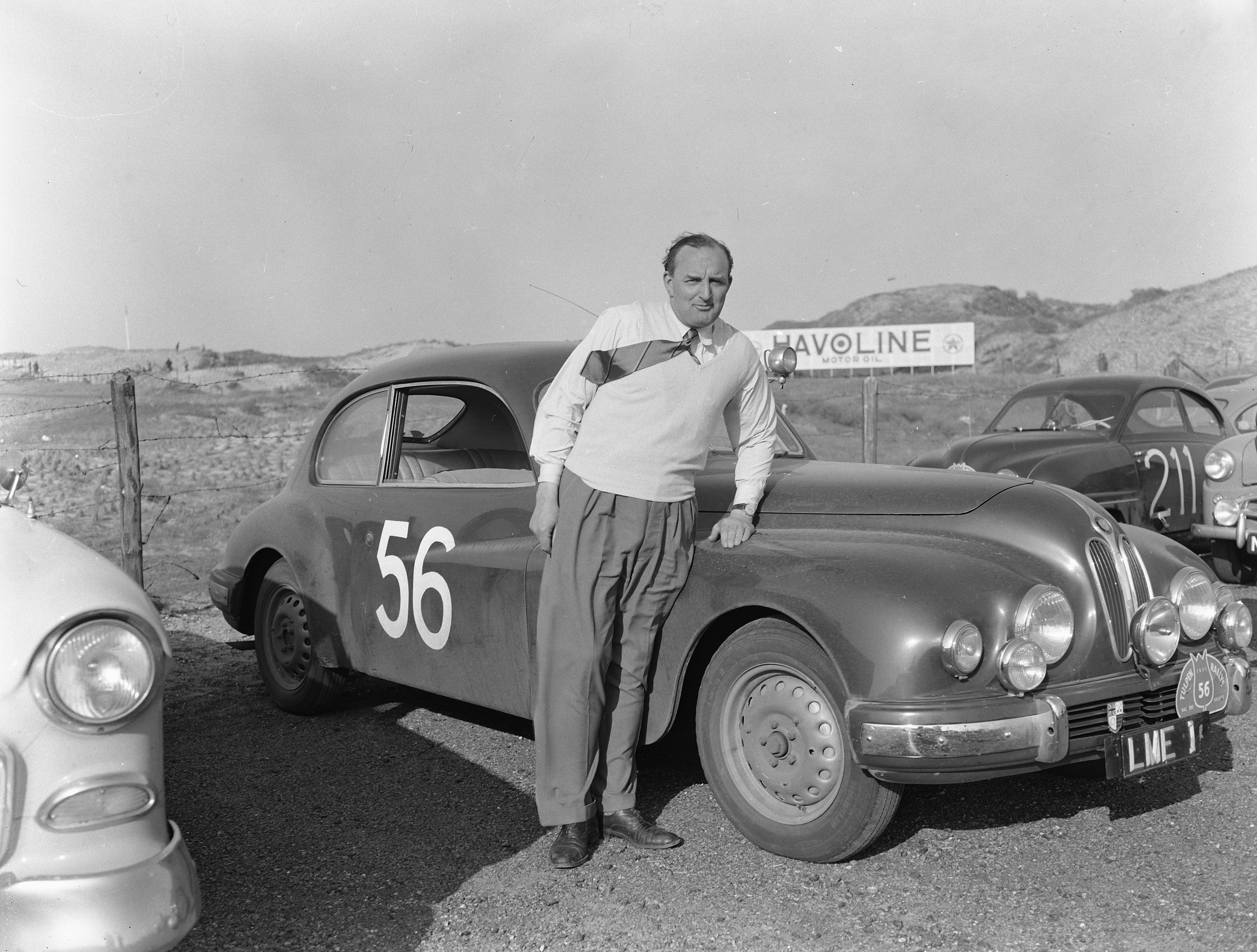
Drugi kierowca Rajdu Tulipanów 1955 Brytyjczyk John William Edward Banks przy swoim samochodzie	Bristol 401

Rajd Tulipanów 1955 (7. Internationale Tulpenrallye Holland) – 7. edycja rajdu samochodowego Rajd Tulipanów rozgrywanego w Holandii. Rozgrywany był od 30 kwietnia do 7 maja 1955 roku. Była to czwarta runda Rajdowych Mistrzostw Europy w roku 1955.

## Klasyfikacja rajdu
| Miejsce                      | Kierowca                     | Pilot                        | Samochód                     | Czas                         | Strata                       |                              |
| Klasyfikacja generalna i ERC | Klasyfikacja generalna i ERC | Klasyfikacja generalna i ERC | Klasyfikacja generalna i ERC | Klasyfikacja generalna i ERC | Klasyfikacja generalna i ERC | Klasyfikacja generalna i ERC |
| ---------------------------- | ---------------------------- | ---------------------------- | ---------------------------- | ---------------------------- | ---------------------------- | ---------------------------- |
| 1.                           | Hans Tak                     | W.C. Niemoller               | Mercedes-Benz 300 SL W198 I  | 1:07:56                      | 0.0                          |                              |
| 2.                           | John William Edward Banks    | Meredith Owens               | Bristol 401                  | 1:08:05                      | +8                           |                              |
| 3.                           | Werner Engel                 | Gilbert Ambrecht             | Mercedes-Benz 220            | 1:08:15                      | +19                          |                              |
| 4.                           | Maurice Gatsonides           | John Foster                  | Standard Ten                 | 1:08:15                      | +19                          |                              |
| 5.                           | Rolf Mellde                  | H. de Montesquieu            | Saab 92B                     | 1:08:24                      | +27                          |                              |
| 6.                           | Walter Schlüter              | Siegfried Eikelmann          | DKW F 91                     | 1:08:34                      | +37                          |                              |
| 7.                           | Peter Harper                 | John Cutts                   | Sunbeam Talbot 90            | 1:08:53                      | +57                          |                              |
| 8.                           | John Boardman                | J.W. Whitworth               | Jaguar Mk1                   | 1:08:55                      | +59                          |                              |
| 9.                           | Greta Molander               | Monica Kjerstadius           | Saab 92B                     | 1:09:08                      | +1:11                        |                              |
| 10.                          | Harald Stenfeld-Hansen       | N. Buchsbaum                 | Mercedes-Benz 220            | 1:09:10                      | +1:13                        |                              |